# شهرستان راک‌وال (تگزاس)

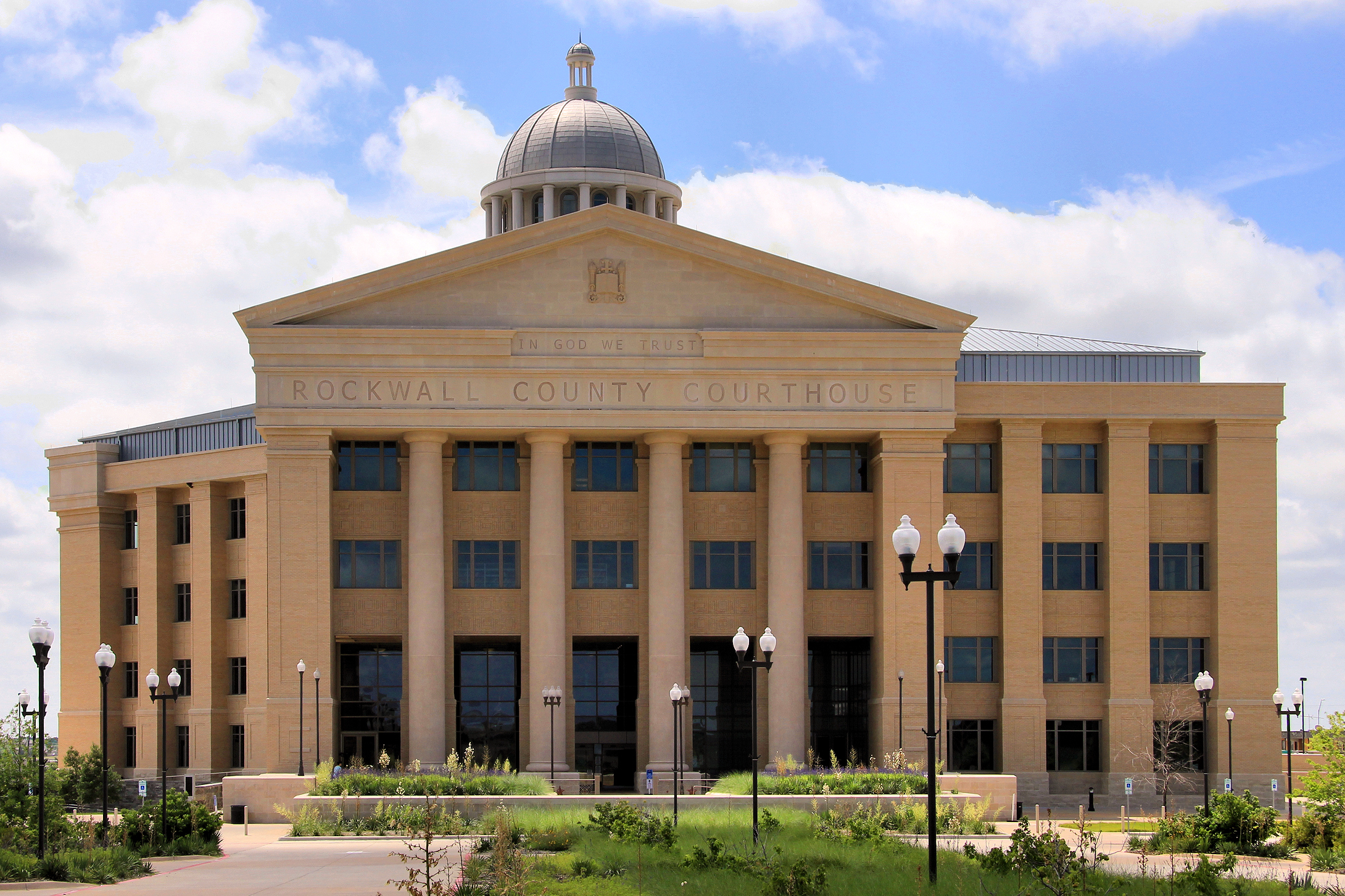
نمایی از ساختمان دادگستری شهرستان راک‌وال در ایالت تگزاس - ۲۰۱۴

شهرستان راک‌وال کوچک‌ترین شهرستان در ایالت تگزاس آمریکاست. جمعیت این منطقه بر طبق سرشماری سال ۲۰۱۰ برابر است با ۷۸.۳۳۷ نفر.
در سال ۲۰۱۰ این شهرستان یکی از ۲۰ شهرستان برتر آمریکا محسوب می‌شد که با سرعت بسیار زیادی در حال پیشرفت بود.

## پیوند
- وب‌گاه رسمی